# Folke Johnson
Folke Johnson (ur. 15 czerwca 1887 w Sztokholmie, zm. 20 lutego 1962 tamże) – szwedzki żeglarz, olimpijczyk, zdobywca srebrnego medalu w regatach na Letnich Igrzyskach Olimpijskich w 1912 roku w Sztokholmie.
Na Letnich Igrzyskach Olimpijskich 1912 zdobył srebro w żeglarskiej klasie 12 metrów. Załogę jachtu Erna Signe tworzyli również Hugo Sällström, Nils Persson, Erik Lindqvist, Nils Lamby, Sigurd Kander, Hugo Clason, Kurt Bergström, Dick Bergström i Per Bergman.